# باول إنغبرتسن
باول إنغبرتسن (بالإنجليزية: Paul Engebretsen)‏ هو لاعب كرة قدم أمريكية أمريكي، ولد في 27 يوليو 1910 في تشارشن في الولايات المتحدة، وتوفي في 31 مارس 1979.

## وصلات خارجية
- باول إنغبرتسن على موقع مرجع كرة القدم المحترفة.كوم (الإنجليزية)